# 元朝伊斯蘭教
元代，是伊斯蘭教在中國巨大發展時代。在新政權的層次結構，色目人在中國被賦予的崇高地位。在這個時候中國受伊斯蘭文化影嚮巨大，包括大都的設計，據估計在十四世紀，穆斯林的總數為4,000,000人。

## 歷史
雖然元朝不同於四大汗國，從來沒有改宗伊斯蘭教，但國家鼓勵穆斯林，阿拉伯人，波斯人和突厥人移民到中國，他們被稱為色目人。蒙古人從波斯帶來了幾十萬穆斯林來幫助皇帝治理國家。在抵達後作為省長等很多工作。他們當時叫回回，其中一位叫也黑迭兒丁。

## 新社區
在元代可看見穆斯林形成在中國北方和雲南形成社區。這些社區的後代與當地漢族完全合併，直到明代才有自我個性形成回族。

## 壓迫
雖然穆斯林作為色目人在中國受重用，但因生活和宰牲習俗與蒙古習俗牴觸受歧視(沐浴與宰牲方式)。
在明代征服雲南過程中，雙方也有穆斯林軍隊，如鄭和父親在元梁王軍隊。

## 科學
穆斯林科學家被帶到中原參與製訂暦法和從事天文工作，如扎馬魯丁。
穆斯林醫生和阿拉伯語醫療書籍，特別是在解剖學，藥理學和眼科，這段時間在中國流傳。忽必烈給予穆斯林醫生很高地位。阿維森納的醫典在此時代譯成中文，稱回回藥方。

## 武器
蒙古人攻城能力差，急切地採取了新的火砲和技術。忽必烈帶來了亦思马因、阿老瓦丁發明的射石機(回回炮)，在襄陽之戰發揮重要作用。

## 經濟
蒙古人使用的波斯人 ，阿拉伯人和突厥人擔任稅收和金融管理員，最有名是阿合馬。
穆斯林也擔任港口管理员，如泉州。
穆斯林的工匠也因手藝受蒙古人重視。

## 設計大都
穆斯林建築師也黑迭兒丁，從漢代的建築經驗設計大都，城市的城牆開始於1264年建築，皇宮從1274年開始建造。大都設計沿襲了儒家經典周禮，把城市劃為九區，這是規模宏大，嚴格的規劃，完整的設計。由於規模宏大，明朝建立後洪武皇帝以其為北都。

## 在此期間其他活動
14世紀中期，福建爆發了亦思巴奚兵乱，穆斯林大量離開，泉州本身不再是一個領先的國際海港。